# Carnac-Rouffiac
Carnac-Rouffiac är en kommun i departementet Lot i regionen Occitanien i södra Frankrike. Kommunen ligger i kantonen Luzech som tillhör arrondissementet Cahors. År 2022 hade Carnac-Rouffiac 230 invånare.

## Befolkningsutveckling
Antalet invånare i kommunen Carnac-Rouffiac
| Referens: INSEE |